# Shire Hall
Shire Hall er en bygning i Monmouth, Wales, der er et beskyttet bygningsværk af første grad efter den officielle britiske liste. Bygningen blev bygget i 1724 og husede tidligere assiseretten samt de såkaldte Quarterly Sessions i byen. I 1840 var det her, at retssagen mod lederen, John Frost, og andre fra chartistbevægelsen fandt sted, da de var anklaget for højforræderi for deres andel i Newport-opstanden. Shire Hall blev også brugt til markedsplads. I nutiden ejes bygningen af rådet for Monmouthshire County, og det anvendes til turistinformationscenter og til kontorer for Monmouths bystyre. Der er adgang for offentligheden til bygningen.

## Historie
Den nuværende bygning blev opført i 1724 og er mindst den fjerde bygning på stedet. Blandt de bygninger, der tidligere fandtes her, var en retsbygning fra elizabethtiden bygget i 1536, som siden i 1571 var blevet erstattet af en bindingsværkskonstruktion. Bindingsværket herfra blev brugt i konstruktionen af Shire Hall, som havde et friluftsområde til handel i en slags arkade, hvor der var værelser fra første sal og op. Bygningen, der i værket Buildings in Wales blev beskrevet som "en gevaldig sag" ("a mighty affair") er bygget af Bath stone-kvadersten og blev tegnet af arkitekten Philip Fisher (d. 1776) fra Bristol til en pris af £1.700. Assiseretten blev flyttet til bygningen i 1725, hvor selve retslokalet lå på første sal over de åbne buer, der blev brugt til markedsområde. Uret i frontispicen blev udført af Richard Watkins i 1765. Bygningens interiør blev omdannet i 1828, og en ny ydre trappeopgang med en glaseret kuppel blev bygget til; selve trappen var ny og ret imponerende.
Skulpturen af kong Henrik 5. af England i en niche over forsideindgangen under uret bedømmes normalt til at være et mindre godt kunstværk. Blandt de udtryk, der er anvendt, er "passer ikke til stedet" ("incongruous"), "ret elendig" ("rather deplorable") og "patetisk .. som en hypokondriker, der ser på termometeret" ("pathetic .. like a hypochondriac inspecting the thermometer"); værket blev skabt af billedhuggeren Charles Peart, som var født i den engelske by Newton, nær Monmouth. På inskriptionen står der "HENRY V, BORN AT MONMOUTH, AUG 9TH 1387". Den indhuggede fødselsdato opfattes nu som ukorrekt.
Byens fængsel, Monmouth County Caol, lå et kort stykke vej fra retsbygningen. Det var her, at chartist-lederen Henry Vincent, der havde agiteret for stemmeret til alle mænd til parlamentsvalg, var fængslet før retssagen ved assiseretten. Vincent blev kendt skyldig, men afgørelsen var så upopulær, at den førte til protester, der endte med flere dræbte minearbejdere i Newport-opstanden. Efter denne batalje blev chartist-lederen John Frost og andre arresteret og anklaget for højforræderi. I 1840 blev Frost, William Jones og Zephaniah Williams stillet for retten i Shire Hall. Alle tre blev fundet skyldige og blev de sidste i Storbritannien, der blev dømt til at blive "hængt, trukket og firedelt". Straffen blev dog ikke eksekveret, men senere ændret til deportation til Van Diemen's Land.
Magistratsretten i Shire Hall lukkede i 1997, og County Court lukkede i 2002. Rådet i Monmouthshire County ansøgte derpå Heritage Lottery Fund om midler og modtog £3,2 millioner til en totalrenovering af bygningen; beløbet blev suppleret med £1 million fra rådet selv. Renoveringen blev påbegyndt i slutningen af 2008, og den restaurerede bygning blev genåbnet i september 2010. Blandt de dele af bygningen, der er åben for offentligheden, er retssalen, hvor sagen mod Frost og de øvrige chartister blev ført i 1840. Et centralt punkt i restaureringen var etableringen af en elevator, som giver alle adgang til hele bygningen. Bygningen indeholder nu også byens turistinformationscenter samt forskellige kontorer.

## Omgivelser
Shire Hall og dens nærmeste omgivelser blev brugt som scene i en juleudgave af Doctor Who i 2008 og i The Interactives, en graphic novel. På Agincourt Square foran Shire Hall står en statue af Charles Rolls, bil- og flypioneren, der er født på egnen, til minde om det, han opnåede i sit liv. Statuen blev afsløret i 1911. På den modsatte side af pladsen ligger King's Head Hotel, der stammer fra midten af det 17. århundrede, og som kong Karl 1. af England efter sigende skal have besøgt i 1645. Andre bemærkelsesværdige bygninger i ved torvet er Beaufort Arms Hotel, en tidligere kro for rejsende, der stammer fra tidligt i det 18. århundrede, Punch House, også en gammel kro, samt Agincourt House, en bindesværksbygning fra tidligt i det 17. århundrede.

## Billeder
- Shire Hall og Agincourt Square i 1958
- Frontpartiet før renoveringen i 2008; statuerne og en markedsstand ses
- Shire Hall under renoveringen i 2009
- Shire Hall under renoveringen i 2009
- Detalje fra mindesmærket for Charles Rolls
- Shire Hall 1939
- Agincourt Square i 1930'erne
- Shire Hall og Agincourt Square gengivet i The Interactives, en graphic novel